# Trichilia stellatotomentosa
Trichilia stellatotomentosa là một loài thực vật có hoa trong họ Meliaceae. Loài này được Kuntze miêu tả khoa học đầu tiên năm 1898.